# 王仲彦
王仲彦（1904年—1973年）是一位中国农业学家。

## 生平
1904年出生于辽宁省沈阳市。1927年就读于北京大学理工学院，1936年获日本北海道帝国大学农学士学位。回国后曾任中山大学农学院教授兼农学系主任，并兼任岭南大学农学院、台湾大学农学院教授。1952年院系调整后，任华南农学院教授、农学系主任，期间曾任华南农学院汕头分院院长，从事作物遗传育种研究和番薯课题研究。第三、四届全国人大代表。